# Општина Диечи (Арад)
Диечи (рум. Dieci) општина је у Румунији у округу Арад.
Oпштина се налази на надморској висини од 159 m.